# 山岡永知
山岡 永知（やまおか ながとも、1938年6月14日 - ）は、日本の法学者。専攻は英米法、国際取引法。日本大学法学部名誉教授・元非常勤講師。

## 経歴
東京都生まれ。日本大学付属第三高等学校を経て、1962年日本大学工学部建築学科卒業。1965年同大学大学院理工学研究科建築工学専攻修士課程修了、同大学生産工学部副手。1969年生産工学部専任講師、日本大学法学部法学専攻科修了、1972年同大学大学院法学研究科公法専攻修士課程修了。1974年生産工学部専任講師を退職。1975年ジョージ・ワシントン大学ロースクール修了、1977年テュレーン大学ロースクール修了。1985年秋田経済法科大学法学部専任講師、1986年日本大学法学部専任講師、1995年同教授。2008年定年退職、同非常勤講師。
グアム弁護士、アメリカ法曹協会会員、国際法曹協会会員。東京行政相談委員協議会会長、東京都杉並区担当行政相談委員、総務省「行政相談委員制度の在り方に関する研究会」構成員を務めた。また、株式会社新日本経済投資顧問代表取締役でもあった。
2015年11月10日、指定暴力団山口組の元幹部から借金をしていた問題で、日本大学の非常勤講師の職を解雇された上、行政相談委員の委嘱を解かれたと報じられた。
親族に日本大学第3代総長の山岡萬之助がいる。

## 著書
- 北脇敏一・山岡永知編訳『対訳・アメリカ合衆国憲法』国際書院 1989年6月、新版2002年9月
- スティーブン H. ジフィス（Steven H. Gifis）著、北脇敏一・山岡永知監訳『アメリカ法辞典』学生援護会、1991年2月
- 北脇敏一・山岡永知『アメリカ法入門』国際書院、1998年4月
- 山岡永知『アメリカ法・総論』敬文堂、2003年9月
- 山岡永知・坂本力也『米国ロースクール留学 - 「アメリカ弁護士」への道』三修社、2004年12月